# Araczin chumb
Araczin chumb (orm. Առաջին խումբ) – liga będąca drugim poziomem rozgrywek piłkarskich w Armenii. Organizowana jest od 1992 roku przez Ormiański Związek Piłki Nożnej. Przez pierwsze trzy lata rozgrywana była tylko runda wiosenna, lecz w sezonach 1995/96 i 1996/97 rozgrywana była runda jesienna i wiosenna, a od 1997 ponownie systemem wiosna – jesień. Najlepsza drużyna awansuje do Barcragujn chumb. Od sezonu 2014/15 do sezonu 2015/16 grały tylko rezerwy klubów z pierwszej ligi.

## Skład ligi (2019/2020)
- Alaszkert-2 Erywań (Erywań)

- Ani Erywań (Erywań)

- Aragats Asztarak (Asztarak)

- Ararat-2 Erywań (Erywań)

- Ararat-Armenia-2 Erywań (Erywań)

- BKMA Erywań (Erywań)

- FC Diliżan (Diliżan)

- Lernajin Arcach (Sisjan)

- Lokomotiw Erywań (Erywań)

- Masis FC (Masis)

- Pjunik-2 Erywań (Erywań)

- Sewan FC (Sewan)

- Szirak-2 Giumri (Giumri)

- Torpedo Erywań (Erywań)

- Urartu-2 Erywań (Erywań)

- Wan FC (Czarencawan)

- West Armenia Erywań (Erywań)

## Zwycięzcy rozgrywek
| Rok     | Zwycięzca                         | 2. miejsce         |
| 1992    | Ararat Ararat                     | Aragats            |
| 1993    | Zankezour                         | FC Artaszat        |
| 1993    | Lori Wanadzor                     | Aznawur            |
| 1994    | Aragats                           | Kasach             |
| 1995    | sezon przejściowy (bez zwycięzcy) |                    |
| 1995/96 | Arabkir                           | CSKA Erywań        |
| 1996/97 | Dwin Artaszat                     | Lori Wanadzor      |
| 1997    | Szirak-2                          | Spitak             |
| 1998    | Zwartnoc-AAL                      | Lori Wanadzor      |
| 1999    | Dinamo Erywań                     | Mika-Kasakh        |
| 2000    | Armenikum                         | Karabach           |
| 2001    | Malatia                           | FIMA               |
| 2002    | Armawir                           | Araks Ararat       |
| 2003    | Kilikia                           | Wagarszapat        |
| 2004    | Pjunik-2                          | Lernajin Arcach    |
| 2005    | Pjunik-2                          | Ararat Erywań      |
| 2006    | Pjunik-2                          | Lernajin Arcach    |
| 2007    | Pjunik-2 Erywań                   | Mika-2 Erywań      |
| 2008    | Szengawit                         | Pjunik-2 Erywań    |
| 2009    | Impuls                            | Szengawit          |
| 2010    | Ararat Erywań                     | Bananc-2 Erywań    |
| 2011    | Szengawit Erywań                  | Mika-2 Erywań      |
| 2012/13 | Alaszkert Erywań                  | Mika-2 Erywań      |
| 2013/14 | Bananc-2 Erywań                   | Alaszkert-2 Erywań |
| 2014/15 | Alaszkert-2 Erywań                | Bananc-2 Erywań    |
| 2015/16 | Alaszkert-2 Erywań                | Mika-2 Erywań      |
| 2016/17 | Bananc-2 Erywań                   | Pjunik-2 Erywań    |
| 2017/18 | Lori Wanadzor                     | Arcach Erywań      |
| 2018/19 | Sewan FC                          | Jerewan FA         |
| 2019/20 |                                   |                    |